# 張鵬翰 (明朝解元)
張鵬翰（？—？），山西太原府陽曲縣人，明朝政治人物。

## 生平
張鵬翰是嘉靖三十四年（1555年）乙卯科山西鄉試第一名舉人（解元）。官至漢中府通判。
子張旗同為解元，有“父子魁解”之譽。